# Sbor pověřenců 18. června 1948 – 17. prosince 1954
Sbor pověřenců 18. června 1948 – 17. prosince 1954 působil jako vládní orgán Slovenské národní rady na území Slovenska po únorovém převratu v Československu v letech 1948-1954. Šlo v pořadí o desátý Sbor pověřenců.

## Složení Sboru pověřenců
- předseda Sboru pověřenců:
  - Gustáv Husák
  - Karol Bacílek (od 5. května 1950)
  - Július Ďuriš (od 11. září 1951)
  - Rudolf Strechaj (od 31. ledna 1953)
- místopředseda Sboru pověřenců:
  - Jozef Mjartan (do 5. března 1953)
  - Štefan Šebesta (od 3. srpna 1954)
  - Anton Nedved (od 5. března 1953 do 30. srpna 1954)
  - Michal Bakuľa (od 21. září 1954)
- 1. místopředseda Sboru pověřenců:
  - Ján Púll (od 5. května 1950 - 3. srpna 1954)
- pověřenec vnitra:
  - Daniel Okáli
  - Jozef Lietavec (od 30. ledna 1951)
- pověřenec financí:
  - Ján Púll
  - Jozef Hojč
  - Pavol Majling (od 5. března 1953)
  - Ján Marko (od 3. srpna 1954)
- pověřenec školství a osvěty (od 11. září 1953 pověřenec školství):
  - Ladislav Novomeský
  - Ernest Sýkora (od 5. května 1950)
  - Ondrej Klokoč (od 5. března 1953)
  - Ernest Sýkora (od 24. září 1953)
- pověřenec spravedlnosti:
  - Július Viktory
  - Rudolf Strechaj (od 20. září 1951 do 31. ledna 1953)
- pověřenec informací:
  - Ondrej Pavlík
  - Karol Bacílek (od října 1950)
  - Ondrej Klokoč (od 30. ledna 1951 do 31. ledna 1953)
- pověřenec průmyslu a obchodu (od 30. ledna 1951 pověřenec průmyslu):
  - Jozef Šoltész
  - Samuel Takáč (od 9. května 1949)
  - Štefan Gažík
  - Samuel Takáč (od počátku roku 1953)
- pověřenec zemědělství:
  - Michal Falťan
  - Marek Čulen (od 20. září 1951)
  - Štefan Gažík (od 24. září 1953)
- pověřenec dopravy:
  - Kazimír Bezek
  - Karol Bacílek (od 9. května 1949)
  - Jozef Gíreth (od 5. května 1950)
- pověřenec techniky (od 30. ledna 1951 pověřenec stavebního průmyslu, od 11. září 1953 pověřenec stavebnictví):
  - Jozef Lukačovič
- pověřenec pošt:
  - Alexander Horák
- pověřenec sociální péče (od 20. září 1951 pověřenec pracovních sil):
  - František Zupka
  - Emília Janečková-Murínová (od 2. července 1950)
  - Jozef Hojč (od 5. března 1953)
- pověřenec zdravotnictví:
  - Milan Polák (do 2. srpna 1951)
  - Jozef Kyselý (od 20. září 1951)
  - Vojtech Török (od 3. června 1952)
- pověřenec výživy (od 30. ledna 1951 pověřenec potravinářského průmyslu):
  - Michal Chudík
  - Jozef Šoltész (od 9. května 1949)
  - Ján Bušniak (od 30. ledna 1951)
  - Peter Marušiak (od 20. září 1951)
- předseda Slovenského úřadu plánovacího:
  - Július Bránik (od 28. dubna 1949)
  - Pavol Majling (od 3. srpna 1954)
- předseda Slovenského úřadu pro věci církevní:
  - Gustáv Husák (od října 1949)
  - Ladislav Holdoš (od 4. dubna 1950)
  - Štefan Gažík (od 5. června 1951)
  - Karol Fajnor (od 5. března 1953)
- předseda Slovenského úřadu pro tělesnou výchovu a sport:
  - Július Viktory (od října 1949)
- pověřenec lesů a dřevařského průmyslu:
  - František Tupík (od 20. září 1951)
- pověřenec stavebních hmot:
  - Jozef Gajdošík (od 5. března 1953 do 24. září 1953)
- pověřenec kultury:
  - Ondrej Klokoč (od 24. září 1953)
- pověřenec místního hospodářství:
  - Jozef Gajdošík (od 24. září 1953)
- pověřenec lehkého průmyslu:
  - Samuel Takáč (od 20. září 1951)
  - Štefan Gažík (od 5. března 1953)
  - Samuel Takáč (od 24. září 1953)
- pověřenec obchodu:
  - Jozef Šoltész (od 30. ledna 1951)
  - Ján Bašniak (od 20. září 1951)
- předseda Slovenského výboru pro věci umění:
  - Ľudovít Bakoš (od 5. března 1953 do 11. září 1953)